# San Pietro di Cadore
San Pietro di Cadore – miejscowość i gmina we Włoszech, w regionie Wenecja Euganejska, w prowincji Belluno.
Według danych na styczeń 2009 gminę zamieszkiwało 1750 osób przy gęstości zaludnienia 33,4 os./1 km².